# Yan'an Ershilipu Airport
Yan'an Ershilipu Airport (kinesiska: 延安二十里堡机场, Yán'ān Èrshílǐpù Jīchǎng) är en flygplats i Kina. Den ligger i provinsen Shaanxi, i den nordvästra delen av landet, omkring 270 kilometer norr om provinshuvudstaden Xi'an.
Runt Yan'an Ershilipu Airport är det ganska tätbefolkat, med 129 invånare per kvadratkilometer. Trakten runt Yan'an Ershilipu Airport består i huvudsak av gräsmarker.
Genomsnittlig årsnederbörd är 832 millimeter. Den regnigaste månaden är juli, med i genomsnitt 280 mm nederbörd, och den torraste är december, med 2 mm nederbörd.